# Canottieri Ticino Pavia
La Canottieri Ticino Pavia è una società polisportiva fondata nel 1873 a Pavia. È la società remiera più antica di Pavia e una tra le più antiche d'Italia.
Le sue origini sono legate agli sport acquatici quali il canottaggio (solo in origine), la canoa, il barcé ai quali, in tempi più recenti, si sono aggiunti anche il dragonboat, il triathlon e il tennis.

## Struttura e impianti
La società dispone di diversi impianti, tra cui una palestra, tre piscine, tre campi da tennis, un impianto per le bocce, un campo da calcio, un campo da pallacanestro, un campo da beachvolley, un anello per la corsa ed il ciclismo, e un capannone per scafi e allaggi, collocati in un'area di circa 10 ettari, nei pressi del fiume Ticino, ove si svolgono gli sport remistici.